# Conotrachelus fulvocrinitus
Conotrachelus fulvocrinitus – gatunek chrząszcza z rodziny ryjkowcowatych.

## Zasięg występowania
Ameryka Południowa, występuje w Brazylii.

## Budowa ciała
Przednia krawędź pokryw szersza od przedplecza, obie te części ciała grubo punktowane. Całe ciało pokryte grubą szczecinką.